# USS King (DD-242)
Za druga plovila z istim imenom glejte USS King.
USS King (DD-242) je bil rušilec razreda Clemson v sestavi Vojne mornarice Združenih držav Amerike.
Rušilec je bil poimenovan po Franku R. Kingu.